# Cullera
Cullera é um município da Espanha, na província de Valência, Comunidade Valenciana. Tem 53,8 km² de área e em 2021 tinha 22 708 habitantes (densidade: 422,1 hab./km²). Pertence à comarca da Ribera Baixa e limita com os municípios de Sueca, Corbera, Llaurí, Fortaleny, Favara, Tavernes de la Valldigna, e também com o mar Mediterrâneo.